# Подмосковные вечера (рок-фестиваль)
Первый Всесоюзный рок-фестиваль «Подмосковные вечера», также известный как «Черноголовка-87» — рок-фестиваль, состоявшийся 27—28 июня 1987 года в городе Черноголовка, Московская область.

## Подготовка и проведение
Фестиваль был организован Октябрьским РК ВЛКСМ Москвы, комсомольской организацией Института твёрдого тела АН СССР при участии журналистов Ильи Смирнова, Сергея Гурьева и др.
Для зрителей фестиваля была установлена стена с грифельной доской, на которой каждый мог написать своё мнение об отыгравшем коллективе. Роль жюри исполнили зрители, заполнявшие специальные анкеты. У фестиваля был логотип — ёжик с гитарой на плече.
Выступали группы «Фронт» (Зеленоград), «Вежливый отказ» и «Весёлые картинки» (Москва), «Цемент» (Рига), «Наутилус Помпилиус» (Свердловск), «ДДТ», «Нате!» и «Ноль» (Ленинград), рок-бард Александр Башлачёв и поэзотандем «Ящик Пандоры».

## Награды
- Лучшие группы — «Наутилус», «ДДТ», «Ноль»;
- Лучшие вокалисты — Юрий Шевчук («ДДТ»), Вячеслав Бутусов («Наутилус»), Роман Суслов («Вежливый отказ»);
- Лучшие гитаристы — Д. Яншин («Весёлые картинки»), В. Бутусов («Наутилус»), Н. Зайцев («ДДТ»);
- Лучшие бас-гитаристы — Д. Умецкий («Наутилус»), В. Курылёв («ДДТ»), О. Андреев («Весёлые картинки»);
- Лучшие ударники — А. Потапкин («Наутилус»), И. Доценко («ДДТ»), А. Коломиец («Весёлые картинки»);
- Лучшие клавишные — В. Комаров («Наутилус»), Д. Шумилов («Вежливый отказ»);
- Другие музыканты — Фёдор Чистяков (баян, «Ноль»);
- Лучшие актёры — Юрий Шевчук, Святослав Задерий[1].

Результаты социологического опроса зрителей фестиваля:
- Лучшая группа:

1. ДДТ
2. Алиса
3. Наутилус Помпилиус

- Лучшая песня:

1. «Шар цвета хаки» («Наутилус Помпилиус»)
2. «Мальчики-мажоры» («ДДТ»)
3. «Периферия» («ДДТ»)[1]